# Lehndorf (Gemeinde Pernegg)
Lehndorf ist eine Ortschaft und eine Katastralgemeinde der Gemeinde Pernegg im Bezirk Horn in Niederösterreich.

## Geschichte
Laut Adressbuch von Österreich waren im Jahr 1938 in der Ortsgemeinde Lehndorf ein Gastwirt mit Gemischtwarenhandel, ein Schmied und einige Landwirte ansässig.

## Siedlungsentwicklung
Zum Jahreswechsel 1979/1980 befanden sich in der Katastralgemeinde Lehndorf insgesamt 24 Bauflächen mit 11.287 m² und 27 Gärten auf 44.685 m², 1989/1990 gab es 24 Bauflächen. 1999/2000 war die Zahl der Bauflächen auf 38 angewachsen und 2009/2010 bestanden 40 Gebäude auf 88 Bauflächen.

## Bodennutzung
Die Katastralgemeinde ist landwirtschaftlich geprägt. 163 Hektar wurden zum Jahreswechsel 1979/1980 landwirtschaftlich genutzt und 172 Hektar waren forstwirtschaftlich geführte Waldflächen. 1999/2000 wurde auf 162 Hektar Landwirtschaft betrieben und 171 Hektar waren als forstwirtschaftlich genutzte Flächen ausgewiesen. Ende 2018 waren 155 Hektar als landwirtschaftliche Flächen genutzt und Forstwirtschaft wurde auf 175 Hektar betrieben. Die durchschnittliche Bodenklimazahl von Lehndorf beträgt 33 (Stand 2010).